# カルチノイド

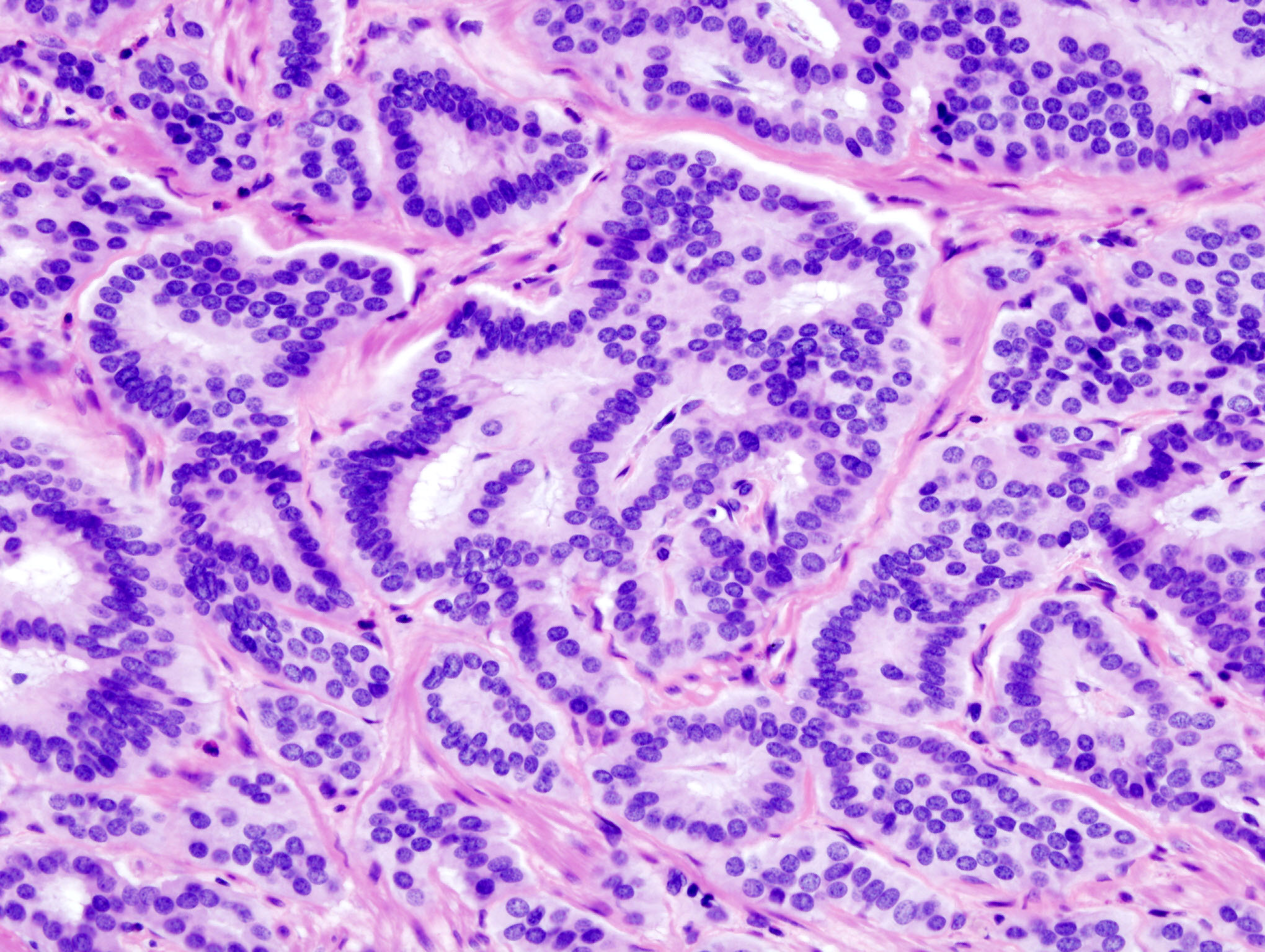
結腸カルチノイド（粘膜切除術）

カルチノイド（英: carcinoid）とは、神経内分泌細胞（ホルモン産生細胞）から発生する腫瘍のこと。
現在では神経内分泌腫瘍(neuroendocrine tumor; NET)と呼ばれることが多い。
セロトニン産生細胞であるenterochromaffin細胞由来と考えられている。過剰なホルモン様物質をつくる場合があり、発生する物質からカルチノイド患者の20％未満でカルチノイド症候群が起きる場合がある。ヒトのセロトニンの約90％が存在する消化管に好発する。好発部位は肺・気管支、直腸、空腸・回腸、胃、虫垂、十二指腸がある。
進化の過程で、鰓裂直後の消化管腹壁より分化した嚢状器官として肺は発生したため、呼吸器でもカルチノイド腫瘍は発生する。